# Puszta
Pusztaen er et meget stort landskabsområde i Ungarn. Landskabet består af en træfattig steppe, som er underlagt et udpræget kontinentalt klima. Det tidligere øde landskab med sparsom vegetation, der kun kunne bruges til kvægdrift, er i dag næsten fuldstændigt opdyrket. Det oprindelige pusztalandskab finder man kun på få steder, f.eks. ved Hortobágy.
Jordbunden består overvejende af sand, og grundvandsspejlet er meget højtliggende, sådan at buske og træer kan forsynes året rundt. Det høje grundvand har desuden muliggjort konstruktionen af den typiske, ungarske vippebrønd.
Puszta betyder omtrent „ensomt sted“ eller „græsningsland“. Begrebet forekommer i enkelte stednavne. Øst for Debrecen ligger skovområdet Erdőspuszta, dvs. skovødemark.
Pusztaen kan betragtes som en eksklave af de eurasiske stepper.